# Duseniella patagonica
Duseniella patagonica là một loài thực vật có hoa trong họ Cúc. Loài này được (O.Hoffm.) K.Schum. mô tả khoa học đầu tiên năm 1902.